# Monterrey
La ciutat mexicana de Monterrey és la capital i la ciutat més gran de l'estat de Nuevo León amb 1.133.814 habitants. L'àrea metropolitana de la ciutat s'estén sobre 11 municipis més de l'estat i amb 3,7 milions d'habitants és la tercera més gran del país, i una de les aglomeracions més grans de Nord-amèrica. Monterrey és una puixant ciutat industrial i centre financer del nord i una de les ciutats més desenvolupades de Mèxic.

## Breu història
A l'àrea que avui dia comprèn la ciutat de Monterrey es van fundar, sense èxit, dues colònies. La primera va ser Valle de Santa Lucía el 1577, fundada pel sacerdot portuguès Alberto del Canto. La segona va ser San Luis Rey de Francia el 1582 pel també portuguès Luis Carvajal, primer colonitzador del Nou Regne de Lleó. La tercera, i definitiva fundació, va ser la Ciutat Metropolitana de Nostra Senyora de Monterrey, el 20 de setembre, 1596 per Diego de Montemayor, en honor de Don Gaspar de Zúñiga y Acevedo, comte de Monterrei (Galícia), llavors virrei de la Nova Espanya. Entre els fundadors de la ciutat es trobaven famílies jueves sefardites «conversos», encara que alguns serien cremats a la foguera per la Inquisició espanyola, com va ser el cas de Luis Carvajal. Les tradicions jueves, però, han perdurat en la cultura i la gastronomia de Monterrey fins als nostres dies.
La ciutat va mancar d'importància durant el temps de la colònia i el primer segle de la vida independent de Mèxic, atès que es trobava molt lluny dels altres centres colonials, no hi havia cap metall preciós, la terra no era prou fèrtil i era constantment atacada per les tribus indígenes del nord. Durant la Intervenció Nord-americana a Mèxic, les forces principals, dirigides per Zachary Taylor, van marxar del Río Bravo cap al centre de Mèxic i van guanyar la batalla de Monterrey, el setembre de 1846. La ciutat no es va desenvolupar sinó fins a finals del segle xix i el començament del segle xx amb la fundació de les primeres indústries de producció d'acer (HYLSA), cervesa (Cuauhtémoc-Moctezuma), vidre (Alfa) i ciment (Cemex), així com d'importants centres educatius (com ara el Tecnológico de Monterrey), que la convertirien en centre industrial i educatiu molt important de Mèxic. Avui dia l'àrea metropolitana de Monterrey és una de les ciutats més riques de Llatinoamèrica amb un elevat índex de desenvolupament humà, i ha estat catalogada com una de les tres millors per als negocis de Llatinoamèrica (posició que comparteix, depenent de la institució que faci l'estudi, amb Miami i Santiago de Xile). El 2002 la ciutat va ser seu de la Conferència Mundial per al Finançament del Desenvolupament de les Nacions Unides, i el 2007 fou seu del Fòrum Universal de les Cultures la segona edició d'aquest esdeveniment després de l'edició de Barcelona del 2004.

## Geografia

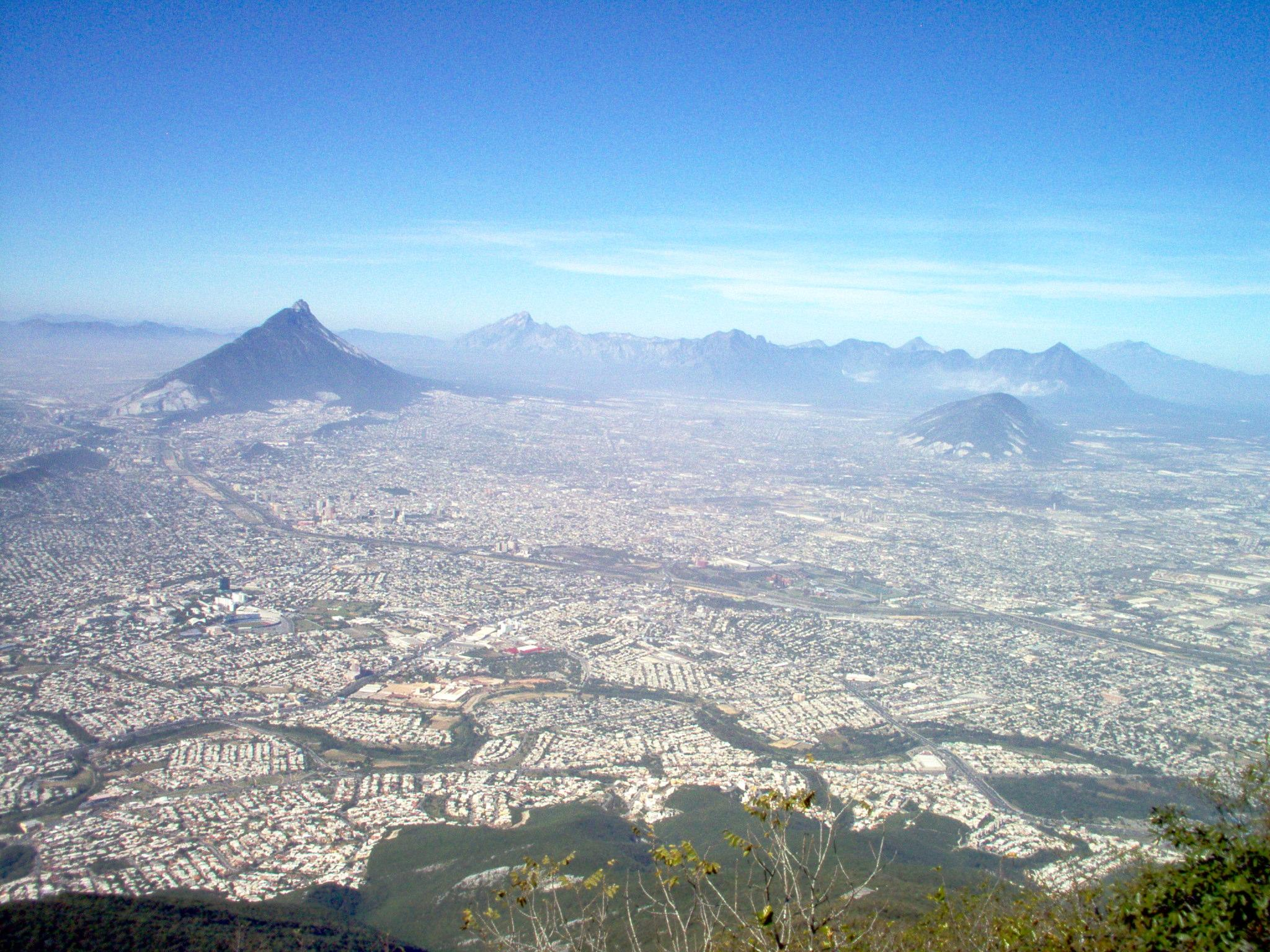
Monterrey vist des d'una antena del Cerro de la Silla. La muntanya de l'esquerra al fons és el Cerro de las Mitras; a la dreta, Cerro del Topo Chico.

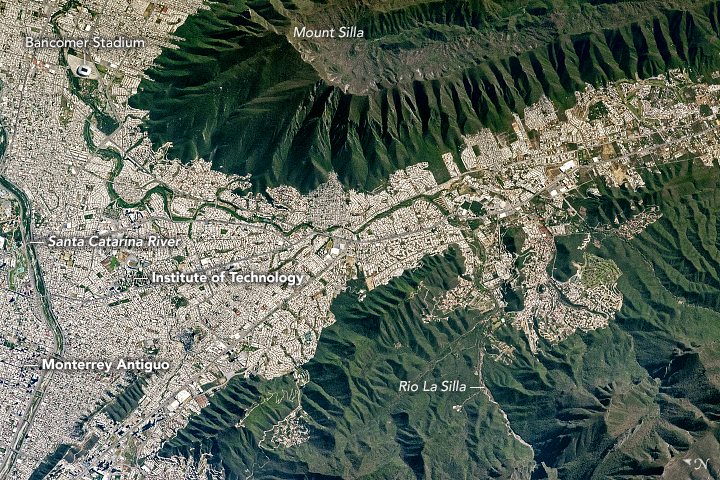
Ciutat de Monterrey des de l'ISS, 2017

La ciutat de Monterrey és a 540 m sobre el nivell del mar a l'estat nord-est de Nuevo León.
Monterrey fa referència a la topografia de la ciutat i a les grans muntanyes que l'envolten. El riu Santa Catarina, sec la major part de l'any a la superfície però amb aigua subterrània que flueix, divideix Monterrey d'est a oest, separant la ciutat en les meitats nord i sud, i drena la ciutat cap al riu San Juan i Río Bravo.
Monterrey està envoltat per muntanyes i serralades: la Sierra Madre Oriental canvia bruscament de direcció cap a l'est a la mateixa longitud on es troba la ciutat. Al nord-est es troba la Sierra de las Mitras (així anomenada per l'aspecte similar que té a les mitres dels bibes). A l'est es troba el característic Cerro de la Silla (així anomenat per la seva similitud amb una sella), localitzada a la part nord de la serralada homònima. El Cerro de la Silla és el símbol per excel·lència de Monterrey. Al municipi de San Nicolás de los Garza es troba el turó de Topo Chico famós per les seves antigues aigües termals. Al sud del riu de Santa Cantarina es troba la Lloma Llarga (avui dia travessada per un túnel) que divideix el municipi de Monterrey del municipi San Pedro Garza García. A l'oest de la ciutat s'aixeca el Cerro de las Mitras, que s'assembla al perfil de diversos bisbes amb les seves mitres. El Cerro de la Silla domina la vista a l'est de la ciutat i es considera un símbol important de la ciutat. Al cim del Cerro del Obispado, al nord del riu, hi ha l'històric Palau Episcopal, lloc d'una de les batalles més importants de la Guerra de Mèxic-Estats Units.
Monterrey limita amb San Nicolás de los Garza, García i General Escobedo al nord; Guadalupe, Juárez i Cadereyta Jiménez a l'est; Santiago al sud; i San Pedro Garza García i Santa Catarina a ponent. La seva població metropolitana combinada supera les 4.080.329 persones.

### Espais naturals
Les muntanyes que envolten Monterrey contenen molts canyons, senders i carreteres que travessen deserts i boscos i els senders adequats estan disponibles per al públic en general. Les muntanyes de la Sierra Madre Oriental al sud de la ciutat estan incloses al «Parc Nacional Cumbres de Monterrey» (Parc Nacional), que es va afegir al Programa de Reserves de la Biosfera de l'Home i la Biosfera (MAB) de la UNESCO l'any 2006.
Cumbres de Monterrey inclou:
- Parc Ecològic Chipinque,[5] que conté zones boscoses (alzina i roure-pi principalment).[6][7][8]

- Parc estatal La Estanzuela, uns 7 km al sud de Monterrey, riu i una zona boscosa.[9]

- La Huasteca, a l'oest de la ciutat, al terme municipal de Santa Catarina.

- Zona d'escalada El Potrero Chico, al nord-est de la ciutat, al municipi d’Hidalgo.

- Coves Garcia: aquestes coves es troben a Garcia, Nuevo Leon i es van descobrir el 1843. A l'interior es poden veure increïbles formacions d'estalagmites i fòssils de cargols.[10]

- Matacanes - es pot trobar al municipi de Potrero Redondo a Santiago, Nuevo León. Es tracta d'un recorregut a peu de 10 hores en el qual es poden trobar baixades en ràpel, rius subterranis, cascades, entre altres obstacles.[11]

- Hydrophobia Canyon: semblant a Matacanes amb l'única diferència que és una zona 100% aquàtica.[11]

- Cascada Cola de Caballo: una cascada espectacular a Santiago Nuevo Leon, formada per aigua que baixa des de les muntanyes del proper Parc Nacional Cumbres de Monterrey, impressionants formacions rocoses i boscos extensos.

### Clima
Del 30 de juny al 2 de juliol de 2010, Monterrey va ser afectada pel pitjor desastre natural de la història de la ciutat quan l'huracà Alex va deixar més de 584 mm de pluja en 72 hores, amb àrees que arriben fins a 1 m de pluja durant aquest mateix període, destruint habitatges, avingudes, carreteres i infraestructures, i deixant sense aigua fins a 200.000 famílies durant una setmana o més. La quantitat d'aigua que va caure era equivalent a la precipitació mitjana durant un any. Va ser aproximadament 3-4 vegades més pluja que l'huracà Gilbert va produir a la ciutat el 15 de setembre de 1988. Es calcula que el nombre de morts per l'huracà Alex va ser d'uns 20.

## Economia

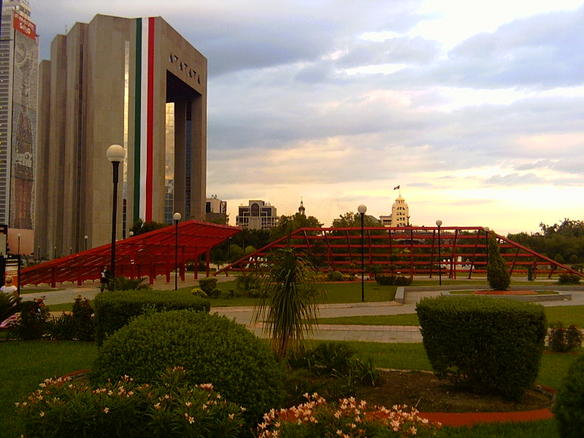
La Macroplaça

Monterrey és el segon centre industrial més important de Mèxic després de la ciutat de Mèxic. La ciutat és prominent en la producció d'acer, ciment, vidre, i cervesa i autoparts. El 1999 la revista Forbes la va catalogar com la millor ciutat de negocis de Llatinoamèrica. La seva proximitat als Estats Units i el seu caràcter empresarial són dues de les característiques que va esmentar l'article. Monterrey és seu del conglomerat de Cemex, la tercera companyia de ciment més gran del món, Vitro (la principal comanyia de vidre de Mèxic), Maseca (comanyia d'aliments) i Banorte (serveis financers). El 2005 hi havia 13.000 empreses manufactureres i 52.000 de serveis. Monterrey produeix el 95% del producte interior brut de l'estat de Nuevo León, i el 18% de les exportacions de manufactura de Mèxic es produeixen a Monterrey o a la seva àrea metropolitana. Les empreses d'acer, les primeres fundades el 1903, produeixen la meitat de tot l'acer mexicà.
La ciutat, amb una qualificació de 92/100, es va trobar en la posició 87 en termes de Qualitat de Vida, d'acord amb el report de la companyia nord-americana Mercer Human Resource Consulting el 2005, i la primera posició de Llatinoamèrica (inclou aspectes com ara seguretat, nivell de renda, poder adquisitiu, oportunitats d'educació i serveis de sanitat). El municipi de San Pedro Garza García és el municipi més desenvolupat i més ric de Llatinoamèrica en termes de la renda per capita dels seus habitants.
A l'àrea metropolitana es torben dos aeroports internacionals: l'Aeroport Internacional Mariano Escobedo i l'Aeroport Internacional del Nord. La transportació pública interna inclou un modern metro, encara que limitat (amb només dues línies), anomenat «Metrorrey» així com diverses línies d'autobusos metropolitans.

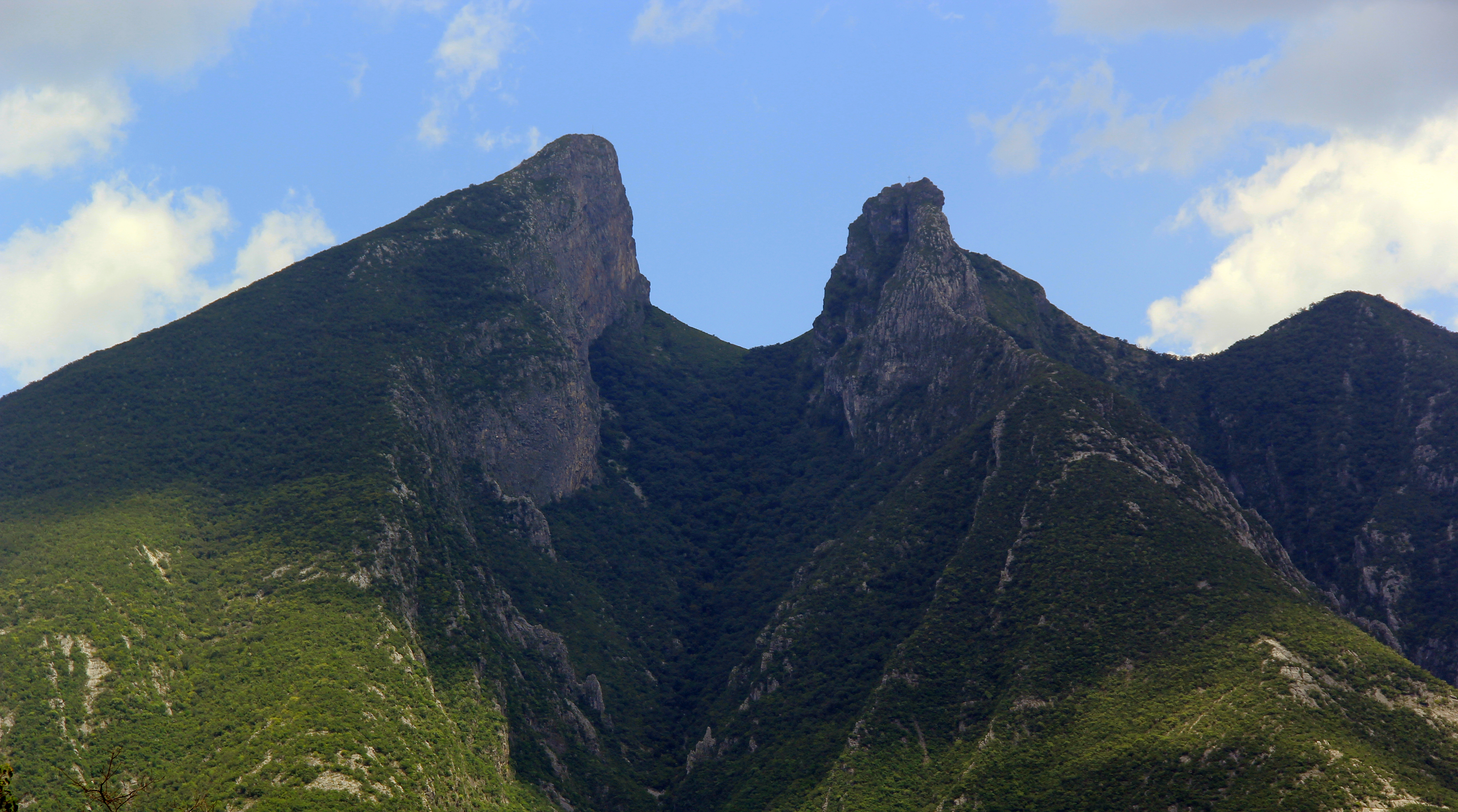
Cerro de la Silla

## Educació

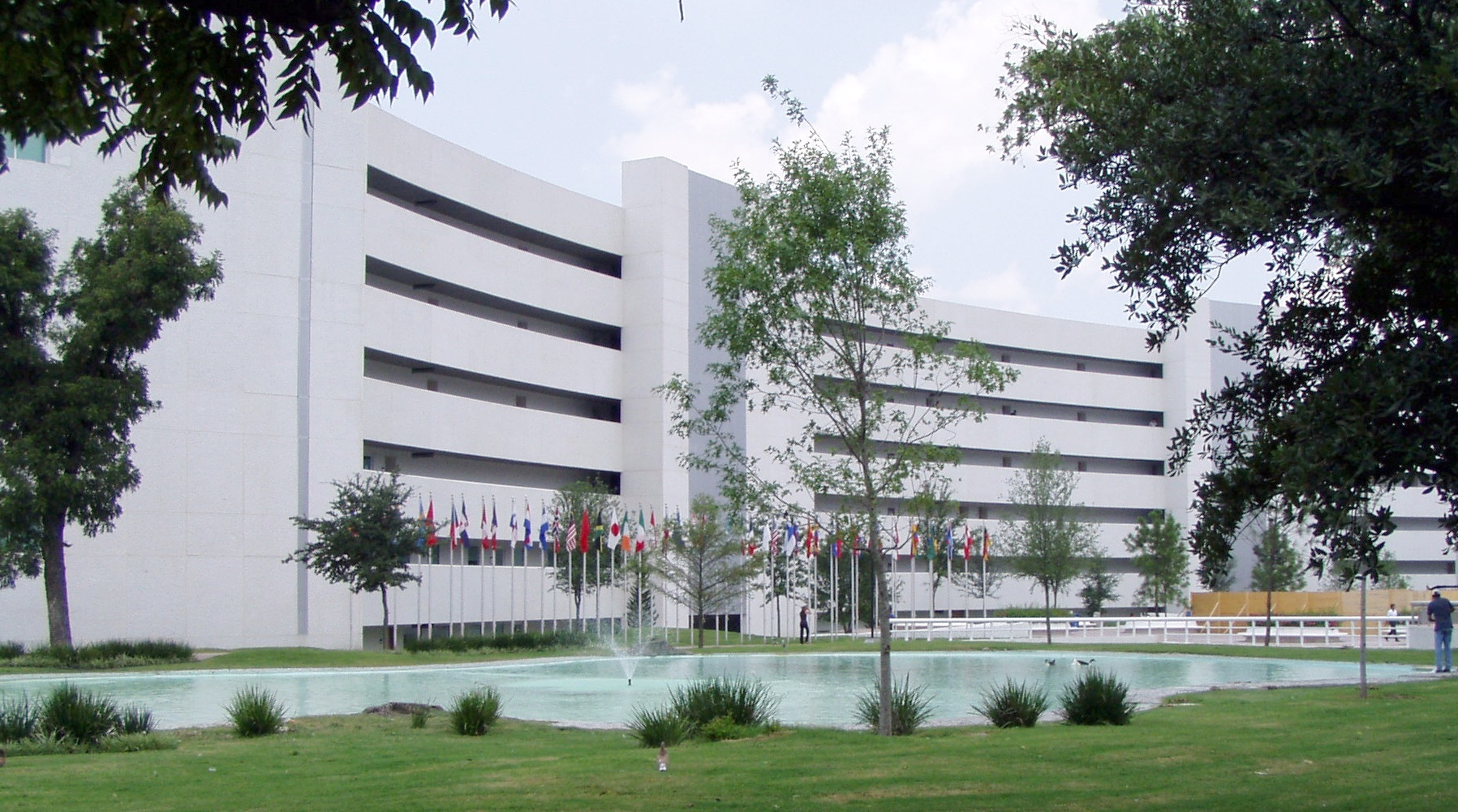
Tecnológico de Monterrey

A l'àrea metropolitana de Monterrey es troben la Universitat Autònoma de Nuevo León (UANL), la Universitat de Monterrey, la Universitat Regiomontana i l'Institut Tecnològic i d'Estudis Superiors de Monterrey (ITESM, més conegut com el «Tecnológico de Monterrey»), una de les universitats privades més reconegudes de Mèxic i de Llatinoamèrica. L'ITESM utilitza un sistema educatiu integrat a la tecnologia. Des del campus de Monterrey es connecten 33 altres campus de Mèxic via satèl·lit amb comunicació de dues vies.

## Esports

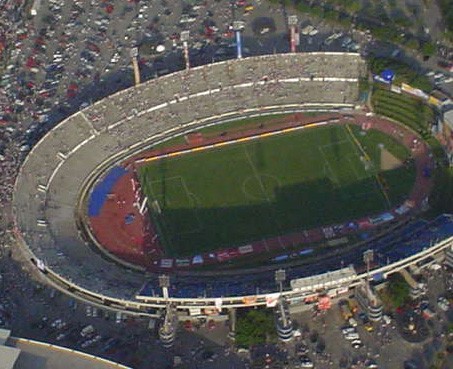
Estadi del Tecnológico de Monterrey

Monterrey té dos equips de futbol en la Lliga Mexicana: els Tigres de l'UANL i el Club de Futbol Monterrey (els Rayados). El segon esport més important de la ciutat és el beisbol, popular des del començament del segle xx. La ciutat ha estat seu de partits de la Lliga Major nord-americana. De la lliga mexicana, l'equip de Monterrey són Los Sultanes. Pel que fa al bàsquet, Monterrey té dos equips: la Fuerza Regia (que juga a la lliga mexicana) i els Monterrey Poisions (que juga a l'Associació Americana de Basquetbol).
La ciutat també té una forta tradició de futbol americà amb dos equips locals de la Lliga Mexicana (ONEFA): els Autèntics Tigres de la UANL i els «Borregos» de l'ITESM. Els Borregos han guanyat 7 campionats nacionals.

## Atraccions turístiques
A diferència d'altres ciutats amb tradició turística, Monterrey, una ciutat amb un desenvolupament molt recent, concentra la seva activitat turística en els seus parcs naturals, parcs de diversió i museus i no pas en la seva arquitectura colonial. Els principals museus són el Museu Regional d'Història o Museu del Bisbat, que es va construir al lloc on es lliuraria una batalla important contra els Estats Units d'Amèrica en la Guerra d'Intervenció Nord-americana; el Museu d'Història Mexicana, el Planetari ALFA, el Museu del Vidre, el Parc Fundidora (que és seu del Fòrum Universal de les Cultures el 2007), la Macroplaça (centre administratiu) i el Saló de la Fama del Beisbol de Mèxic. A les muntanyes que envolten la ciutat es poden visitar parcs naturals, com ara el Parc Ecològic Chipinque i el Parc Estatal l'Estanzuela, així com les cascades de Cola de Caballo.

## Cuina

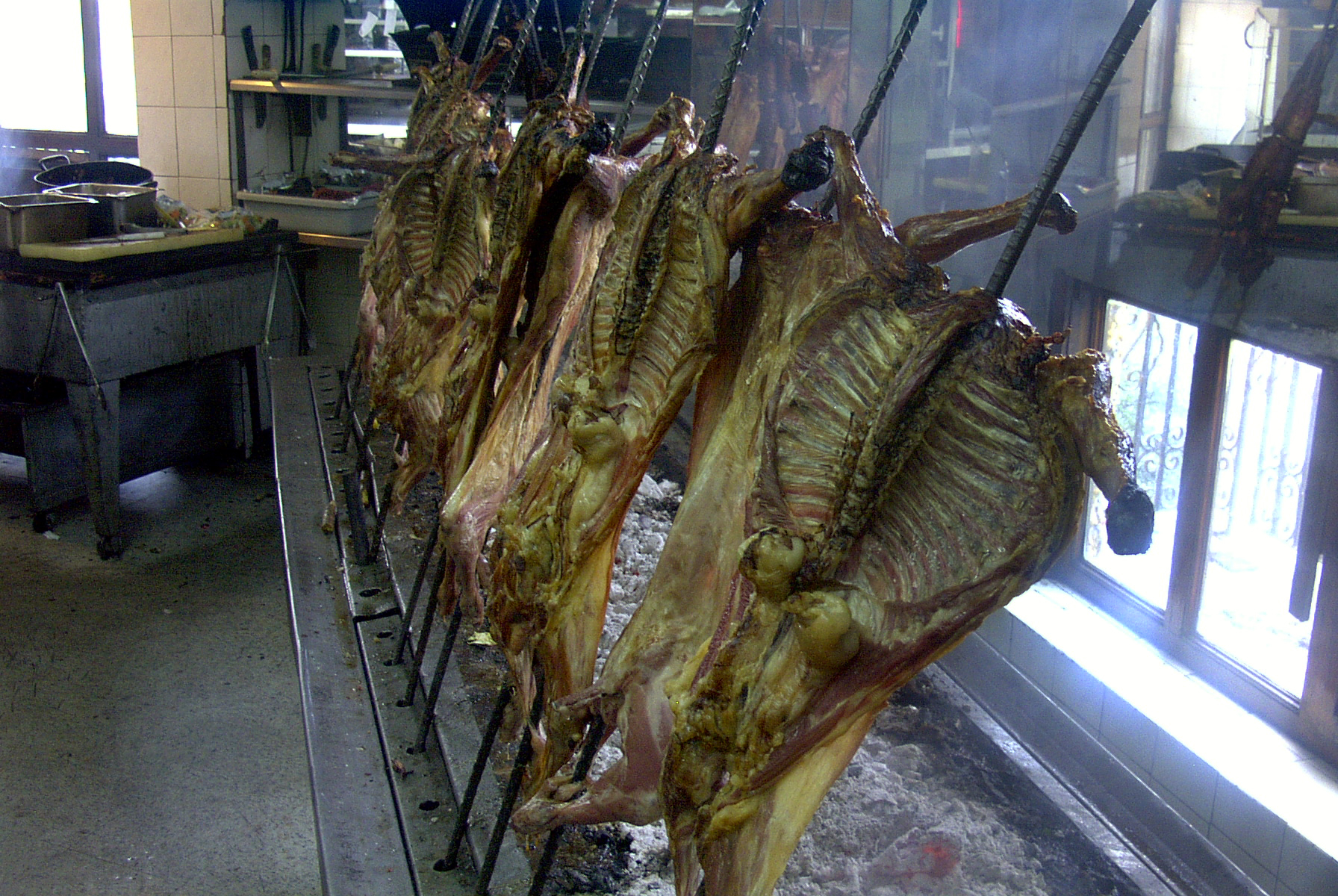
El Cabrit

El menjar més típic de Monterrey és el cabrit o cabrit al pastor, a l'estil de la tradició dels fundadors jueus de la ciutat. Altres menjars de tradició jueva són la semita (pa sense llevat), la «capirotada» (pa, formatge, panses, maní i suc de canya de sucre). Un altre menjar molt famós de la ciutat és el machacado con huevo, preparat amb carn seca, ous, tomàquets i salsa picant.

## Transports
Monterrey compta amb dos aeroports internacionals (General Mariano Escobedo i Del Norte) oferint vols a diverses ciutats mexicanes, dels Estats Units d'Amèrica i també Madrid a Europa.
Si bé Monterrey ja no compta amb servei ferroviari per a passatgers, el trànsit de mercaderies hi és molt important. Està situada a la línia Nuevo Laredo (frontera amb EUA)-Ciutat de Mèxic i és terminal de les línies Monterrey-Tampico (Golf de Mèxic), i Monterrey-Mazatlán (Pacífic).
El metro de Monterrey, anomenat Metrorrey, consisteix en una xarxa de dues línies que es creuen a una estació (Cuauhtémoc). La línia 1 és predominantment soterrada mentre que la línia 2 és un llarg viaducte. Actualment, s'estan acabant els treballs d'extensió de la línia 1 cap al nord a través del municipi de San Nicolás de los Garza fins a arribar a Escobedo, havent-se ja habilitat l'accés a la Universitat Autònoma de Nuevo León. La major part de l'extensió és un viaducte segmental.